# Mistrzostwa Polski w Łyżwiarstwie Figurowym 2009
Mistrzostwa Polski w łyżwiarstwie figurowym na sezon 2008/2009 rozegrano:
- dla kategorii Seniorów: w ramach międzynarodowych mistrzostw Polski, Czech i Słowacji w Trzyńcu, w dniach od 5-6 grudnia 2008
- dla kategorii Juniorów: w dniach 30 stycznia-1 lutego 2009 w Cieszynie
- dla kategorii Novice: w Oświęcimiu, w dniach 3-5 kwietnia 2009

## Wyniki

### Seniorzy
Patrz: Międzynarodowe Mistrzostwa Czech w łyżwiarstwie figurowym 2009

### Juniorzy
do uzupełnienia wkrótce

### Novice
do uzupełnienia wkrótce